# 御定相場
御定相場（おさだめそうば）とは、江戸幕府が定めた金貨・銀貨・銭の法定平価。

## 内容
江戸の場合には、江戸で使われている金貨（小判）を銀貨（丁銀）に交換する銀相場、大坂の場合には、大坂で使われている銀貨を金貨に交換する金相場がそれぞれ存在しており、金一両＝銀○匁（目）と表示されその相場は変動していた（江戸時代の三貨制度）。また江戸における銭相場は金一両＝銭○貫文、大坂における銭相場は銭一貫文＝銀○匁（目）で表示された。
江戸幕府は慶長14年（1609年）金1両＝銀50目＝銭4貫文（4000枚）という御定相場を定めた。だが、東西間の経済活動が活発化するにつれて民間での金相場・銀相場は変動を生じさせ、幕府の定めた御定相場が形骸化するようになった。
江戸時代初期に掛けての銀の産出増大に伴い元和年間頃から銀の銀相場が金1両＝銀60目前後に下落していたが、元禄8年9月10日（1695年10月17日）の元禄の貨幣改鋳で、2/3と金品位の大幅低下を見た元禄金に対し、4/5と低下の巾が小さい元禄銀の相場が上昇し、再び金1両＝銀48-50匁前後となった。これに伴い幕府は金一両の貨幣価値を維持するため元禄13年11月（1700年12月頃）に金1両＝銀60目と御定相場を改定し、両替商らには金1両＝銀58匁以下の銀高、金1両＝銭3900文以下の銭高で取引することを禁じた。一説には、幕府のある江戸の経済的影響力を強め、大坂の経済的影響力を弱めるために銀貨の価値切り下げを行ったとする見方もある。しかし、市場相場は御定相場を維持することができず、上方で銀が払底するなど混乱を生じた。
天保通寳が多量に流通し銭相場が暴落した時は、これをくい止めるために天保13年（1842年）に金1両＝銭6貫500文に改め、更に両替商に圧力を加えて御定相場を維持しようと図った。
他に幕府が両替商に圧力を加えた例としては元文元年6月15日（1736年7月23日）の貨幣改鋳に伴い両替商が良質の旧銀を退蔵し銀相場が一時的に高騰したが、この銀高金安は江戸における諸色の高騰につながるため、大岡忠相は両替商を呼び出し相場の操作を止めるよう勧告するなど取り締まったが、しばらく銀高騰は収まらず軋轢を生じた。
このように、実際には御定相場の方が民間の市場相場に左右されて改定を余儀なくされていた。更に徳川吉宗は享保20年（1735年）に米価にも御定相場を導入しようと図ったものの、堂島米市場の仲買商人らの強い反発を受けて失敗に終わった。
| 慶長丁銀 | 慶長豆板銀 |
| 慶長丁銀 | 慶長豆板銀 |

| 寛永通寳一貫文 · 寛永通寳一貫文 |
| 寛永通寳一貫文 · 寛永通寳一貫文 |